# Estische parlementsverkiezingen 2003
De Estische parlementsverkiezingen van 2003 werden gehouden op 2 maart 2003. Bij deze verkiezingen werden de 101 leden van de Riigikogu voor de tiende zittingsperiode (2003-2007) van dit parlement gekozen.

## Kabinetsvorming
De centrumlinkse Centrumpartij (Eesti Keskerakond) haalde de meeste stemmen, maar partijleider Edgar Savisaar was in onmin geraakt bij de andere partijen vanwege een afluisterschandaal en verdenkingen van corruptie. De rechtse partijen hadden bovendien samen een meerderheid in de Riigikogu, waardoor een coalitie met Savisaars partij bij voorbaat was uitgesloten.
De conservatieve partij Res Publica deed in 2003 voor het eerst mee aan de parlementsverkiezingen. Na succesvolle gemeenteraadsverkiezingen haalde de partij van Juhan Parts 28 zetels in het parlement, even veel als de Centrumpartij. President Arnold Rüütel wees Parts aan om een nieuw kabinet samen te stellen. Parts vormde daarvoor een coalitie met de liberale Hervormingspartij (Eesti Reformierakond) en de nationalistische Volksunie van Estland (Eestimaa Rahvaliit). Zijn kabinet werd op 10 april 2003 geïnstalleerd.

## Uitslag
| Partij                               | Stemmen | %    | Zetels | Verschil* |
| ------------------------------------ | ------- | ---- | ------ | --------- |
| Estse Centrumpartij                  | 125.709 | 25,4 | 28     | 0         |
| Res Publica                          | 121.856 | 24,6 | 28     | n.v.t.    |
| Estse Hervormingspartij              | 87.551  | 17,7 | 19     | 1         |
| Volksunie van Estland                | 64.463  | 13,0 | 13     | n.v.t.    |
| Vaderlandsunie                       | 36.169  | 7,3  | 7      | 11        |
| Mõõdukad (Volkspartij Gematigden)    | 34.337  | 7,0  | 6      | 11        |
| Estse Verenigde Volkspartij          | 11.113  | 2,2  | 0      | 6         |
| Christelijke Volkspartij             | 5275    | 1,1  | 0      | 0         |
| Onafhankelijkheidspartij             | 2705    | 0,5  | 0      | n.v.t.    |
| Sociaaldemocratische Arbeiderspartij | 2059    | 0,4  | 0      | n.v.t.    |
| Russische Partij in Estland          | 990     | 0,2  | 0      | n.v.t.    |
| onafhankelijken                      | 2161    | 0,4  | 0      | n.v.t.    |

* Verschil in aantal zetels met de verkiezingen van 1999.